# Funcom
Funcom is een Noors bedrijf dat computerspellen ontwikkelt. Het hoofdkantoor is gevestigd in Oslo. Het bedrijf heeft verder nog vestigingen in Peking, Durham (North Carolina) en Zürich.

## Geschiedenis
Funcom is in 1993 opgericht, door Erik Gløersen, Tyr Neilsen, Andre Backen, Gaute Godager, Olav Mørkrid en Ian Neil, en heeft zich door de jaren ontwikkeld van een klein bedrijf dat opdrachten van derden aannam, tot een van Europa's grootste onafhankelijke computerspelontwikkelaars, gespecialiseerd in het maken van spellen van het MMO/MMORPG-genre.
Begin 2007 maakte het bedrijf de overstap van traditionele optische media (cd, dvd) naar digitale distributie. Als belangrijkste reden werd hiervoor gemiste financiële inkomsten door softwarepiraterij gegeven.
Op 10 januari 2013 maakte Funcom een flinke herstructurering bekend die het bedrijf weer moest richten op de belangrijkste producten. Dit omvat het sluiten of samenvoegen van enkele kantoren.

## Bekende spellen
- The Longest Journey (1999), een point-and-click adventure met een sterk verhaal en relatief eenvoudige puzzels (dit als reactie op een trend van die tijd waarin puzzels in dit genre spel steeds moeilijker en moeilijker werden).
- Anarchy Online, een sciencefiction-MMORPG.
- Dreamfall (2006), een action-adventure voor Windows en de Xbox 360. Het spel is een vervolg op The Longest Journey.
- Age of Conan: Hyborian Adventures (2008), een actiespel waarbij het gevecht voor een groot deel gebaseerd op de vaardigheden van de speler en niet, zoals bij de meeste MMORPG's het geval is, op diens statistieken (ervaringspunten).
- The Secret World (2012)